# John Lee Mahin
John Lee Mahin (* 23. August 1902 in Evanston, Illinois; † 18. April 1984 in Santa Monica, Kalifornien) war ein US-amerikanischer Drehbuchautor.

## Leben
John Lee Mahin war nach einem Studium in Harvard als Reporter tätig. Der Drehbuchautor Ben Hecht vermittelte Kontakte zur Filmindustrie und schon ihre erste Zusammenarbeit hatte mit dem Film Scarface einen großen Erfolg. In den folgenden Jahren war Mahin auch ohne Nennung im Abspann als Script Doctor engagiert, um Drehbücher anderer Autoren zu überarbeiten, so zum Beispiel für Vom Winde verweht. In der McCarthy-Ära beteiligte sich Mahin aktiv an der Beseitigung angeblicher kommunistischer Einflüsse in der Filmbranche.
1938 und 1958 war er jeweils für den Oscar in der Kategorie Bestes adaptiertes Drehbuch nominiert. 1968 wurde ihm der Laurel Award for Screen Writing Achievement der Writers Guild of America verliehen.
Von 1937 bis 1946 war er mit dem Stummfilmstar Patsy Ruth Miller verheiratet.

## Filmografie  (Auswahl)
- 1932: Tiger Hai (Tiger Shark)
- 1932: Dschungel im Sturm (Red Dust)
- 1933: Der Boxer und die Lady (The Prizefighter and the Lady)
- 1933: Sexbombe (Bombshell)
- 1932: Scarface
- 1933: Eskimo
- 1933: Die Hölle aus Stahl (Hell Below)
- 1934: In goldenen Ketten (Chained)
- 1934: Die Schatzinsel (Treasure Island)
- 1935: Tolle Marietta (Naughty Marietta)
- 1936: Love on the Run
- 1936: Kleinstadtmädel (Small Town Girl)
- 1936: Seine Sekretärin (Wife vs. Secretary)
- 1937: Manuel (Captains Courageous)
- 1937: Der letzte Gangster (The Last Gangster)
- 1938: Zu heiß zum Anfassen (Too Hot to Handle)
- 1940: Der Draufgänger (Boom Town)
- 1940: Arzt und Dämon (Dr. Jekyll and Mr. Hyde)
- 1941: Der Tote lebt (Johnny Eager)
- 1942: Tortilla Flat
- 1948: Ich heirate dich doch (That Wonderful Urge)
- 1949: Seemannslos (Down to the Sea in Ships)
- 1951: Mississippi-Melodie (Show Boat)
- 1951: Quo vadis? (Quo Vadis)
- 1952: My Son John
- 1953: Elefantenpfad (Elephant Walk)
- 1953: Mogambo
- 1955: Böse Saat (The Bad Seed)
- 1956: Der Seemann und die Nonne (Heaven knows, Mr. Allison)
- 1959: Der letzte Befehl (The Horse Soldiers)
- 1960: Revak – Sklave von Karthago (The Barbarians)
- 1960: Land der tausend Abenteuer (North to Alaska)
- 1965: Der Schuß (Moment to Moment)